# トミー・ロウ
トミー・ロウ（Tommy Roe, 1942年5月9日 - ）は、アメリカ合衆国のポップス歌手、シンガーソングライター。1962年に『可愛いシェイラ』が全米一位を獲得、1969年に『ディジー』が全米・全英一位を獲得する。妻はフランスの女優ジョゼッテ・バンゼット。

## 解説
バディ・ホリーのフォロワーとしてデビュー。1962年、自作曲『可愛いシェイラ』が全米一位を獲得する。
2012年、ロカビリーの殿堂入りを果たす。
2018年2月7日、引退を発表。

## 主なヒット曲
- 『可愛いシェイラ』1962年 全米1位[5]・全英3位[6]
- 『エブリバディ』1963年 全米3位
- 『ザ・フォーク・シンガー』1963年 全英4位・全米84位
- 『ヘイゼルばんざい』1966年 全米3位
- 『スイート・ピー』1966年 全米8位
- 『ディジー』1969年 全米1位・全英1位
- 『ジャム・アップ・ジェリー・タイト』1970年 全米8位